# Pirates of Treasure Island
Pirates of Treasure Island  ist ein US-amerikanischer Film, der sehr lose auf dem Abenteuerroman Die Schatzinsel von Robert Louis Stevenson basiert. Der 2006 von The Asylum gedrehte Film kann als Mockbuster des fast zeitgleich erschienen Pirates of the Caribbean – Fluch der Karibik 2 angesehen werden.

## Handlung
Der Kneipenbesitzer Jim Hawkins kommt in den Besitz einer Schatzkarte. Zusammen mit seinem Freund Dr. Livesley bucht er ein Schiff, um zur Skelettinsel zu fahren. Die von ihnen angeheuerte Crew besteht jedoch aus Piraten. Ohne sein Wissen ist unter anderem auch seine Kellnerin Anne mit auf das Schiff gelangt. Als Jim die Piraten um Long John Silver zufällig als solche enttarnt, stellt sich heraus, dass auch Anne eine Piratin ist. Nach der Übernahme der Kontrolle über das Schiff, begeben sich die Piraten zusammen mit Jim und Anne an Land, um den Schatz zu finden. Während eines Gefechts mit dem von den Piraten zwischenzeitlich gefangen gesetzten Captain Smollette, wird die Gruppe von riesigen Insekten angegriffen. Schließlich stellt sich heraus, dass sich der eigentliche Schatz an einem anderen Ort befindet. Nachdem sowohl Captain Smollette als auch Long John Silver und seine Männer getötet wurden, begibt sich der Rest wieder in die Heimat, wo Jim einen Kaperbrief erhält und sich als Kapitän zusammen mit Anne auf die Suche nach dem richtigen Schatz begibt.

## Kritik
„Vielleicht hätte man den Film besser Pirates of Trash Island nennen sollen.“